# 恐懼管理理論
恐懼管理理論（英語：Terror management theory，簡稱TMT）是一个社会及演化心理学理论，它是由社會心理學家杰夫・格林伯格教授所創立的。

## 概述
恐懼管理論認為因為人們有心理上的衝突而結果令他們想在世上記下自己的價值，因為了解到生物方面上的現實（例如人終有一死），所以人們會為自己創造一些更長遠的意義及價值。
恐懼管理論認為人們會去想透過變得象徵式不朽（英語：symbolic immortality）來將自己連接到社會、文化中，結果他們會對自己群組許下更多諾言。
恐懼管理論認為文化价值确定甚麽是有意义的、一個人自尊心的來源。這個理論所描述的自尊心是人們對其个人的生活是否能达到自身文化价值观一事所作的主观的衡量。

## 批駁
對於“恐怖管理論”的批駁意見建基於幾個論點：
- 從進化論觀點來看，抑制恐懼及焦慮是不合常理的。
- 觀察到的對於會帶來恐懼的線索的心理反應，在更大程度上可以通過連盟心理學及集體防禦論得到更好的解釋。
- 這些反應可以被解釋爲對於不確定性及未知事物的恐懼。
- 這些回應可以被解釋爲對生命和死亡的意涵的探索 。
- 實驗結果難以被重現。